# Olle Larsson (författare)
Olle Larsson, född 1967, är en svensk historiker och författare. Han disputerade 1999 på avhandlingen Biskopen visiterar: den kyrkliga överhetens möte med lokalsamhället 1650–1760. Han är lektor i historia vid Katedralskolan i Växjö. Larsson har utgivit flera böcker på Historiska Media.